# فليش والون 2012
فليش والون 2012 هو سباق دراجات هوائية أقيم بتاريخ 18 أبريل 2012، تكون السباق من 1 مراحل وامتدّ لمسافة 194 كم بسرعة 40.744 كم/س، استغرق السباق 4 ساعة 45 دقيقة 41 ثانية. فاز به الإسباني خواكيم رودريغيث.

## الترتيب
| م                     | الدرّاج          | البلد   | الزمن                    |
| --------------------- | --------------- | ------- | ------------------------ |
| الفائز بالترتيب العام | خواكيم رودريغيث | إسبانيا | 4 ساعة 45 دقيقة 41 ثانية |